# Butoi

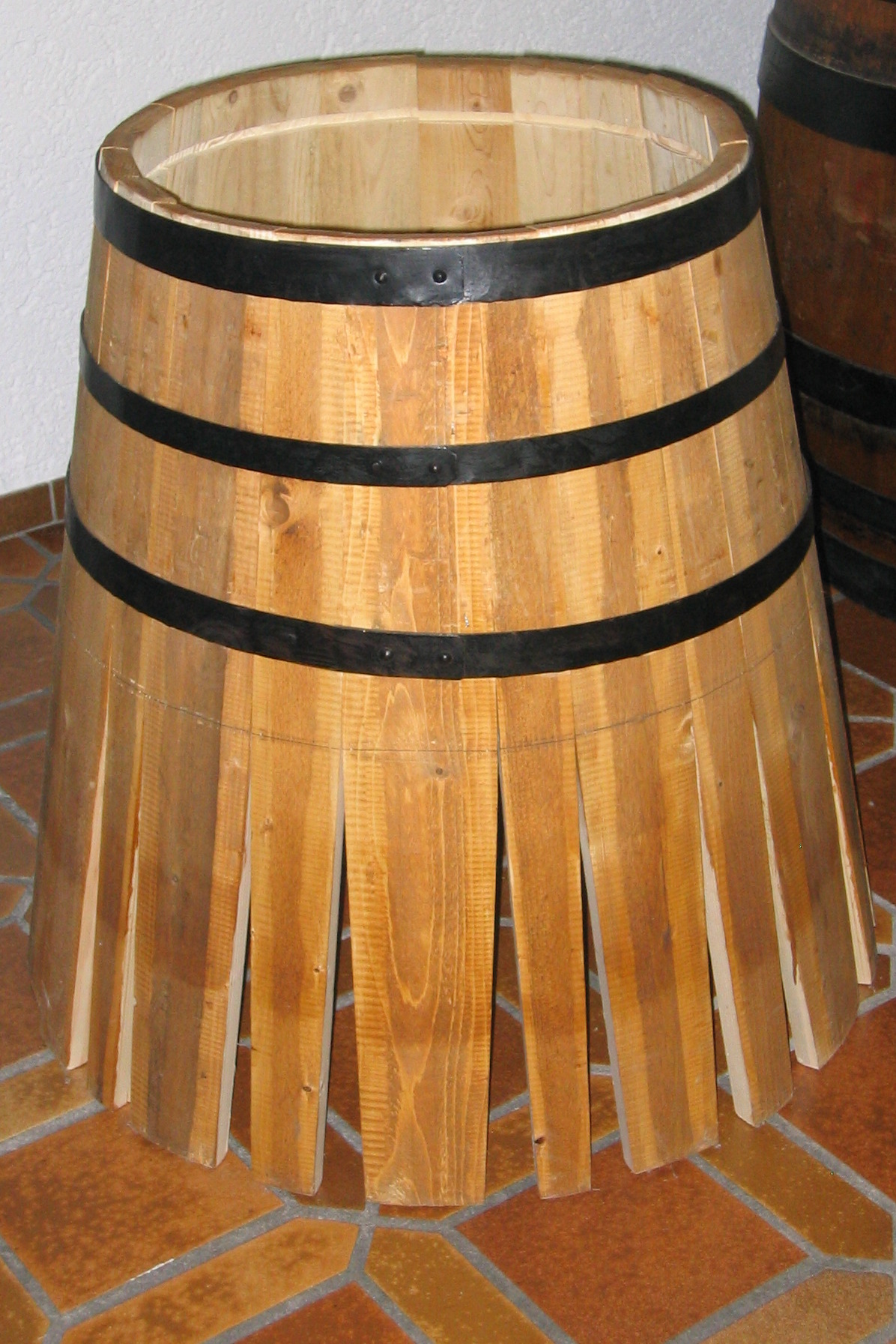
Butoi în curs de fabricație, cercuit pe jumătate

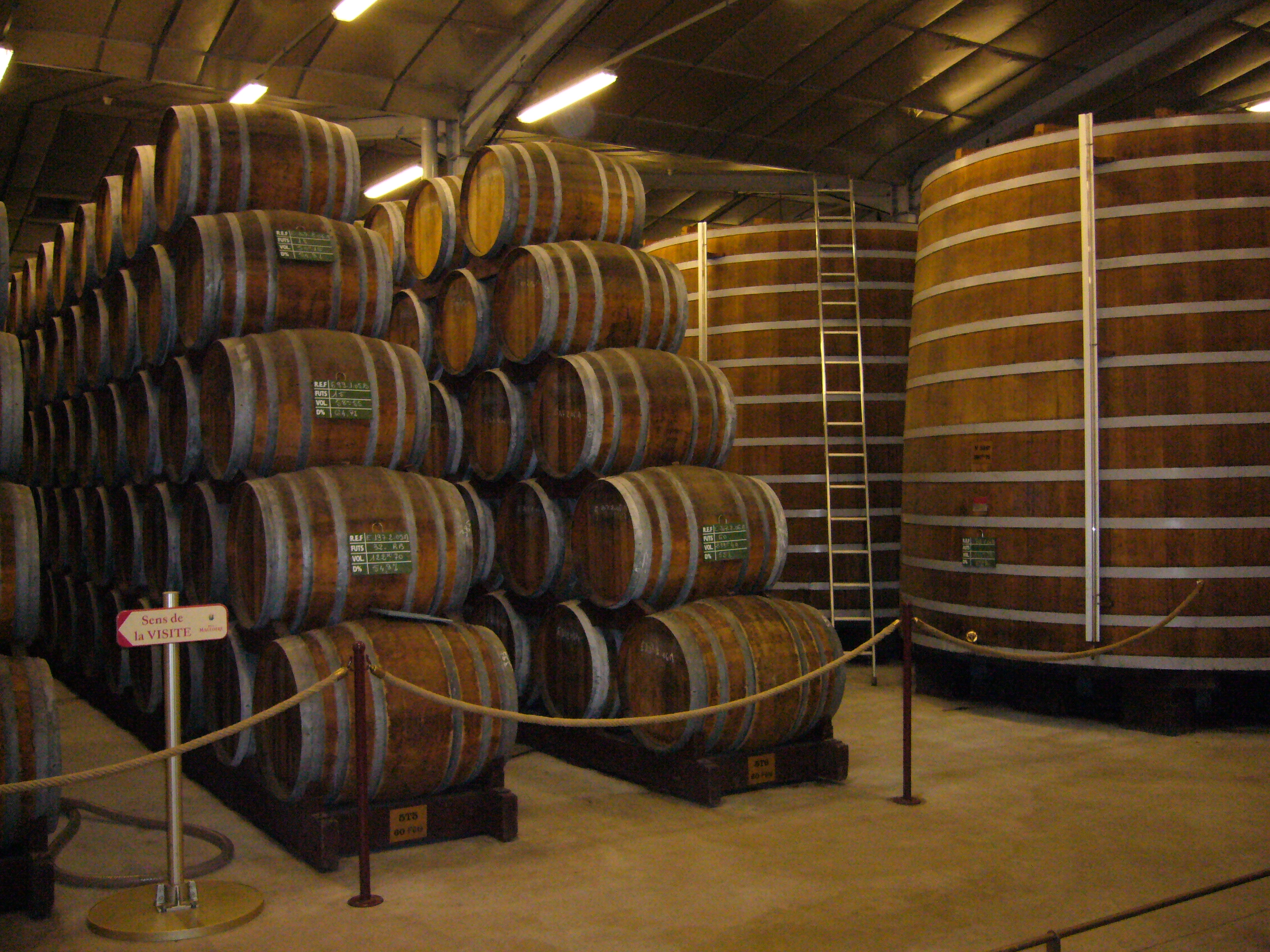
Butoaie de rachiu Calvados puse la învechit

Butoi se numește un vas de mare capacitate, făcut din doage de lemn fixate cu cercuri metalice, mai larg la mijloc decât la capete, folosit pentru păstrarea diferitelor lichide, în special a vinului, a murăturilor etc. În funcție de dimensiuni, se mai numește bute, budană sau poloboc. Atelierul în care se fac butoaiele se cheamă dogărie, iar meșteșugarul: dogar

## Confecționare
La confecționarea butoiului, se fac mai întâi doagele care sunt niște scânduri mai înguste la capete și mai late la mijloc. Această formă permite să fie strânse cu cercurile. Apoi, doagele se încheie la un capăt al butoiului și se strâng cu 2-3 cercuri. În interiorul butoiului se face focul (se focărește), pentru ca doagele sa poată fi curbate la cald. După aceea, se confecționează și se asamblează fundurile, se taie gardina (un șănțuleț făcut la capetele din interior ale doagelor unui butoi, în care se fixează fundul sau capacul ), vrana (o gaură rotundă sau dreptunghiulară făcută la butoaiele înfundate, pentru a putea introduce sau scoate vinul, murăturile etc. ) și se bate un cep (un dop de lemn, de formă tronconică, cu care se astupă gaura butoiului ). 
Un meșter care confecționează butoaie se numește dogar . Spre deosebire de metoda actuală, când doagele sunt confecționate din scânduri plane, care se curbează ulterior, în dogăria tradițională doagele se confecționau curbate, fiind cioplite dintr-un lemn mai gros, numai din bardă, respectându-se fibra lemnului. 

## Utilizare
Deoarece vinul este un produs agroalimentar, la care folosirea de arome sau de extracte este interzisă, Legea viei și vinului prevede că singura aromatizare acceptată este cea datorată contactului vinului cu lemnul de stejar  al butoaielor în care se păstrează.
Prin distilarea anumitor sorturi de vin și păstrarea produsului respectiv în butoaie de stejar se obține o băutură alcoolică tare, denumită Coniac. 
Tot în butoaie de stejar se păstrează la învechit palinca, pentru a se obține o culoare galbenă sau galben-aurie.
Băutura alcoolică de tip rachiu, distilată din cidru de mere și de pere , denumită Calvados , se lasă la învechit numai în butoaie din lemn de gorun sau de castan.

## Istorie
Istoria consemnează că Diogene din Sinope, rămas la un moment dat fără casă, și-a improvizat o locuință într-un butoi.

## Alte recipiente confecționate din doage
Un vas făcut tot din doage, dar cu gura mai largă decât baza, prevăzut cu toartă și folosit pentru mulsul laptelui poartă denumirea de șiștar sau doniță. La origine, șiștarul (din latină sextarius, „a șasea parte” dintr-un congius) era folosit ca măsură pentru lichide.
Un vas de lemn, de obicei de forma unui trunchi de con, cu baza mare jos, făcut din doage legate cu cercuri și folosit mai ales la păstrarea unor brânzeturi, murături etc. se numește putină.
Un vas rotund cu două torți, făcut din doage de lemn, de formă tronconică cu baza mare sus și întrebuințat la cărat apă și alte lichide, la muls, la spălat rufe etc. se numește ciubăr sau  hârdău.